# Шарк (Ошская область)
Шарк (кирг. Шарк) — село в Кара-Сууском районе Ошской области Кыргызстана. Административный центр Шаркского айылного аймака.

## География
Село расположено в северо-западной части области, у северо-восточной окраины города Ош, на расстоянии приблизительно 14 километров (по прямой) к юго-юго-западу от города Кара-Суу, административного центра района.

## Население
Согласно оценочным данным Национального статистического комитета Кыргызской Республики, численность населения села на начало 2023 года составляла 22 368 человек.
| год     | 2009   | 2014   | 2015   | 2020   | 2021   | 2023   |
| ------- | ------ | ------ | ------ | ------ | ------ | ------ |
| человек | 16 926 | 19 296 | 19 798 | 20 880 | 21 120 | 22 368 |